# خشخاش (روستا)
خشخاش یک روستا در ایران است که در دهستان درام واقع شده‌است.